# HD 207218
HD 207218，又名BD+42 4204，SAO 51277、HR 8329，是一颗恒星，视星等为6.54，位于銀經90.71，銀緯-7.93，其B1900.0坐标为赤經21h 42m 18.2s，赤緯+42° -7.93′ 54″。